# 3-й драгунський полк (Австро-Угорщина)
3-ій драгунський полк — кавалерійський полк цісарсько-королівської кавалерії Австро-Угорщини.

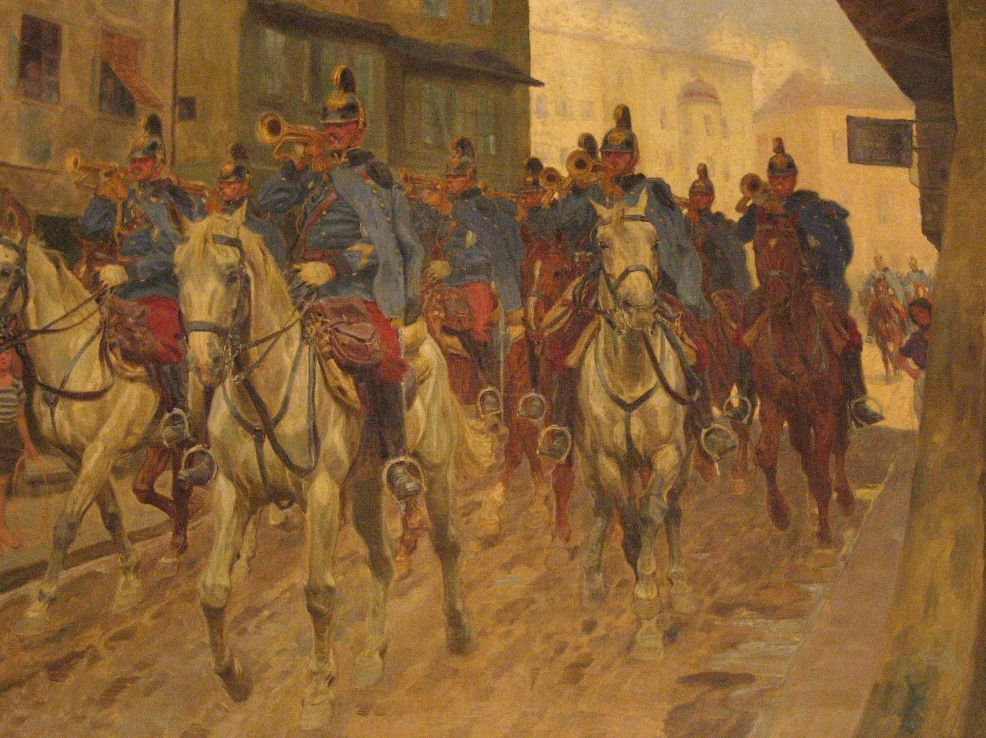
3-ій полк драгунів (Людвіг Кох, 1908)

Повна назва: K.u.k. Niederösterreichisches Dragoner-Regiment «Friedrich August König von Sachsen» Nr. 3
Дата утворення — 1768 рік.
Почесний шеф — Август II Фрідріх.
Заснований як 1-й карабінерський полк.

## Особовий склад полку
Набір рекрутів до полку — Відень і Грос-Енцерсдорф.
Національний склад полку (липень 1914) — 97 % німців, 3 % інших.
Мова полку (липень 1914) — німецька.

## Інформація про дислокацію
| I. | II. | III. |
| --- | --- | --- |
| - 1768-78 Мошонмадяровар - 1779 Пардубіце - 1782 Угерске Градіште - 1781 Пардубіце - 1790 Штернберг, потім Пардубіце - 1791-93 Оденбург - 1798-99 Угерскі Брод - 1801-06 Оденбург - 1807 Парбубіце - 1808-09 Оденбург | - 1810 Оденбург, потім Відень - 1811—1816 Оденбург - 1837 Марія-Терезіополь - 1846 Кечкемет - 1849 Марія-Терезіополь - 1850 Колін - 1851 Відень - 1852 Мішкольц - 1855 Моор - 1859 Відень | - 1859-60 Гюнс - 1862 Відень - 1865-66 Штульвайсенбург - 1866 Мор - 1871 Відень - 1873 Енс - 1883 Вельс - 1888 Штоккерау - 1896 Краків |

- 1914 рік — штаб полку і ІІ дивізіон — у Відні. 5-й і 6-й ескадрони у казармах Росауер, 2-й і 4-й — кавалерійські казарми Майдлінгер, І дивізіон (1-й і 3-й ескадрони) — у Грос-Енцерсдорф ,[4] .

- 1914 — входить до складу ІІ корпусу, 17 Бригада кавалерії

## Командири
- 1859: Карл Спеч де Ладгаза[5]
- 1879: Едмунд фон Крігхаммер[6]
- 1908: Карл Хюллер фон Хюлленрід[7]
- 1914: Карл фон Шпігельфельд[8]

## Інші полки з назвою «3-ій полк драгунів»
- 1798—1801 — такою назвою користувався 5-й полк драгунів.
- 1802—1867 — такою назвою користувався 11-й полк драгунів.